# Црква брвнара у Павловцу
Црква брвнара Св. цара Константина и царице Јелене у Павловцу, насељеном месту на територији општине Топола, подигнута је почетком 19. века, припада Епархији шумадијској Српске православне цркве и представља непокретно културно добро као споменик културе.

## Изглед цркве
Црква је са вишеугаоном апсидом, са зидовима од брвана, са конструкцијом која се доста разликује од осталих цркава брвнара. Брвна су током времена премазана слојем блата и прекречено. Под у цркви је од опеке квадратног формата, а на таваници је профилисани шашовац, коритасто засведен. Кров је врло стрмо покривен шиндром, с тим што његов западни део није засведен у облику купе већ је постављен равно, док је источни део засведен као код свих брвнара. Најкарактеристичнији детаљи цркве су њена западна врата која су од храстовог дрвета богато профилисана.
У унутрашњем делу интересантан је свод од шашоваца који је полуобличасто засведен, док је преградом унутрашњост подељена на припрату од централног дела цркве. Остали детаљи у цркви су такође богато орнаментисани као рогови, долап, резана северним вратима итд.